# Мут
| G14 | t · H8 | B1 |

| G14 | t · H8 | B1 |

Мут е богиня-майка в древноегипетската религия. Тя е съпруга на Амон. Мут е царица на боговете, покровителка на град Тива и божествена майка на фараоните. Почитана е наред с Амон и сина им Хонсу, особено по време на големия празник на Опет, където се извършвали приношения пред свещената им ладия. Често е изобразявана като бял лешояд, както и с короните на Египет върху главата си.
- Храм: Карнак
- Животно: лъвица